# Guadalupe kommun, Brasilien
Guadalupe är en kommun i Brasilien.   Den ligger i delstaten Piauí, i den östra delen av landet, 1 100 km norr om huvudstaden Brasília. Antalet invånare är 10 268.
Omgivningarna runt Guadalupe är huvudsakligen savann. Runt Guadalupe är det glesbefolkat, med 10 invånare per kvadratkilometer.